# تبريد إشعاعي

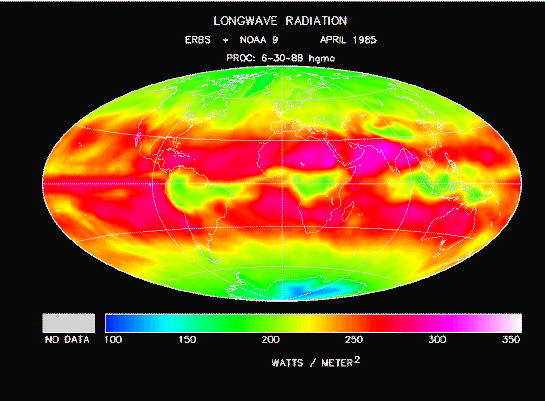
كثافة الموجات الطولية الحرارية المُشعة للأرض الناتجة من الغيوم والغلاف الجوي وسطح الأرض.

التبريد الإشعاعي هي عملية يحدث فيها فقدان لحرارة الجسم نتيجة الإشعاع الحراري.

## التبريد الإشعاعي الكوني

### النصيب الحراري للأرض
النصيب الحراري للأرض يُشير إلى مقدار الطاقة الحرارية التي يتلقاها الغلاف الجوي للأرض بالإشعاع قادمة من الشمس علي هيئة أشعة تحت حمراء بالمقارنة بما تمتصه الأرض.
وتفقد الأرض الحرارة في إجراء مُعقد أكثر تعقيدًا من المتصور، حيث أن انتقال الحرارة بالتوصيل و انتقال الحرارة نتيجة التبخير علي هيئة حرارة كامنة هما جزء هام من انتقال الحرارة من سطح الأرض وتوزيعها في الغلاف الجوي، لكن انتقال الحرارة بالإشعاع مباشرة هو أكثر أهمية من الاثنين ويزيد الأمر تعقيدًا التباين الجغرافي واختلاف التوقيت علي مدار اليوم.
و دورة الغلاف الجوي للأرض التي تحدث بمستوي كبير يتحكم فيها الاختلاف في حرار الشمس الممتصة بالإشعاع لكل متر مربع، حيث تزداد الحرارة في المنطقة الاستوائية نتيجة عوامل جيومترية، بينما دورة المحيط ودورة الغلاف الجوي تُعيد توزيع تلك الطاقة علي هيئة حرارة محسوسة و حرارة كامنة بشكل جزئي عن طريق سريان الدوامات والتيارات الهوائية ويُعرف بالإعصار عندما يحدث في الجو، ولذلك فإن المنطقة الاستوائية تُشع حرارة أقل مما ينبغي إذا لم يكن هناك دورة للغلاف الجوي، ولكانت الأقطاب تشع طاقة بشكل أكبر، لذلك في المناطق الاستوائية تشع حرارة أكثر من أي منطقة أخرى.

### التبريد الإشعاعي علي سطح الأرض ليلًا
يتم الشعور بالتبريد الإشعاعي عادة عندما تكون السماء صافية ليلًا بدون غيوم، حيث تنتقل الحرارة إلى الجو عن طريق الإشعاع من سطح الأرض أو من جلد الإنسان، وهذا التأثير معروف في علم فلك الهواة ويمكن الشعور به شخصيًا علي جلد أي ملاحظ للظاهرة في ليلة صافية بدون غيوم، ويتم ذلك بمقارنة الإحساس عند النظر إلى السماء ليلًا مباشرة لعدة ثواني والإحساس عندما يتم وضع ورقة بين العين والسماء، فإن الفضاء الخارجي يشع عن حوالي 3 درجات كلفن أي ما يعادل -270 سليزيوس والورقة تشع 300 كلفن (درجة حرارة الغرفة) فبالتالي تشع الورقة حرارة بشكل أكبر إلى الوجه بالمقارنة بالفضاء الخارجي، وهذا التأثير يتم إضعافه بواسطة الغلاف الجوي المحيط بالأرض وخاصة بسبب بخار الماء الذي يحتويه الهواء لذلك فإن درجة حرارة السماء تكون أدفء من الفضاء المحيط، ولا يمكن أن نقول أن الورقة حجبت الحرارة من السماء إلي الوجه ولكن الصحيح أن الورقة تُشع حرارة مثلما تُشع النار الحرارة ولكن الفرق أن حرارة النيران تكون أكبر بكثير من تلك الحرارة التي تشعها الورقة.
وهذه الآلية من التبريد الاشعاعي يُمكن أن تُسبب الصقيع أو تُكون الجليد الأسود علي الأسطح التي تتعرض لسماء الليل مباشرة حتى وإن لم تنخفض درجة الحرارة المحيطة.

## تطبيقات

### العمارة
الأسطح الباردة التي تجمع بين الإنعكاسية العالية والإشعاعية كبيرة عن طريق الأشعة تحت الحمراء ولذلك فإنهما معًا يعملان علي تقليل انتقال الحرارة من الشمس إلى المبنى ويزيدان من ازالة الحرارة من المبنى عن طريقة الإشعاع.

### صنع الثلج الليلي
في الهند وقبل اختراع تكنولجيا التبريد الاصطناعي، كانت عملية صناع الثلج الليلي شائعة آنذاك، حيث كان يحتوي الجهاز علي طبقة مبطنة من السيراميك مغطى بطبقة رقيقة من الماء ويتم وضعه الجهاز بالخارج تحت السماء ليلًا، وبالتالي تفقد المياه الحرارة بواسطة الإشعاع لأعلى، مما يعمل علي تجمد المياه وتحولها إلى ثلج بحلول الفجر.

### المركبات الفضائية
تُسافر المركبات الفضائية عبر الفراغ لذلك فيكون عليها إزالة أي حرارة زائدة عبر التبريد الإشعاعي.